# Mittersill
Mittersill är en stad och kommun i distriktet Zell am See  i förbundslandet Salzburg i Österrike. Kommunen har 5 763 invånare (2024), på en yta av 131,98 km².

## Indelning
Kommunen består av 19 orter (Ortschaften) (inom parentes invånarantal 1 januari 2024):

- Arndorf (1)
- Burk (928)
- Felben (826)
- Feldstein (72)
- Jochberg (16)
- Jochbergthurn (95)
- Klausen (363)
- Lämmerbichl (27)
- Loferstein (54)
- Mayrhofen (62)
- Mittersill (2 006)
- Oberfelben (141)
- Paßthurn (70)
- Rettenbach (329)
- Schattberg (276)
- Spielbichl (103)
- Thalbach (295)
- Unterfelben (43)
- Weißenstein (56)